# Rhaphidophora africana
Rhaphidophora africana N.E.Br. – gatunek wieloletnich, wiecznie zielonych pnączy z rodziny obrazkowatych, pochodzących z obszaru od zachodniej tropikalnej Afryki do Ugandy, zasiedlających lasy deszczowe. Komórki tych roślin posiadają 60 chromosomów tworzących 30 par homologicznych.